# El Callao (município)
El Callao é um município da Venezuela localizado no estado de Bolívar.
A capital do município é a cidade de El Callao.